# Кристаллический детектор

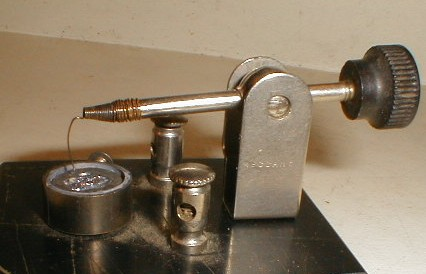
Типичная конструкция кристаллического детектора

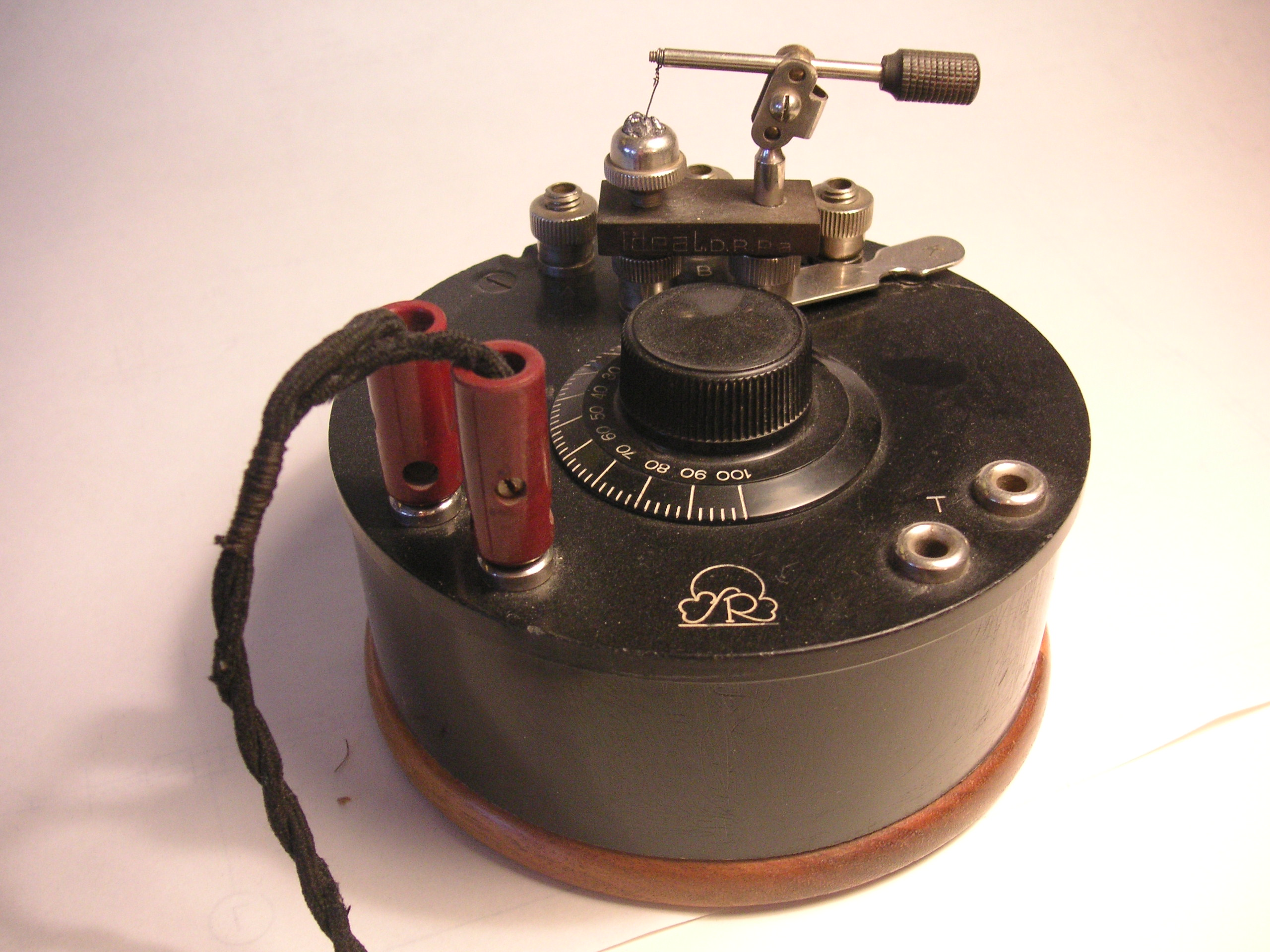
Детекторный радиоприёмник 1920-х годов с кристаллическим детектором

Кристаллический детектор — разновидность детектора, применявшегося в первых детекторных приёмниках. Представляет собой кристалл какого-либо полупроводника, как правило сульфида свинца (PbS) или сульфида кадмия (CdS), в который упирается тонкая проволочка из металла. Положение проволочки на кристалле можно было менять, добиваясь наибольшей громкости звучания приёмника. По сути, такое устройство представляет собой простейший диод Шоттки, поэтому принцип работы кристаллического детектора не отличается от современного квадратичного амплитудного детектора на основе полупроводникового диода. До 1950-х годов радиолюбители часто сами приготавливали кристалл для детектора. В качестве полупроводникового элемента удаётся использовать даже обычное лезвие для безопасной бритвы, точнее, покрывающий его оксидный слой.
В настоящее время кристаллические детекторы могут быть интересны разве что любителям, пытающимся собрать приёмник без применения промышленных компонентов. Однако, проволочка и кристаллическая пластина и сейчас присутствуют на электрических схемах в виде схематического изображения твёрдотельного диода (см. рис.).